# Clinocera lapponica
Clinocera lapponica är en tvåvingeart som först beskrevs av Ringdahl 1933.  Clinocera lapponica ingår i släktet Clinocera och familjen dansflugor.
Artens utbredningsområde är Finland. Inga underarter finns listade i Catalogue of Life.